# شهرستان شوانگبای
شهرستان شوانگبای (به لاتین: Shuangbai County) یک شهرستان‌های جمهوری خلق چین در چین است که در ولایت خودمختار چوشیونگ یی واقع شده‌است. شهرستان شوانگبای ۴٬۰۴۵ کیلومتر مربع مساحت و ۱۶۰٬۰۰۰ نفر جمعیت دارد.